# Лотос (порт)
Порт Ло́тос (англ. Lotus Port) розташований в гирлі річки Сайгон за 43 морські милі від місця її впадіння до Південно-Китайського моря. Створене 1991 року СП «Лотос» стало першим спільним підприємством В'єтнаму (компанії VIETRANS та VOSA) та іншої країни (BLASCO, згодом — «Бласко–ЧМП») в галузі судноплавства.
За словами колишнього міністра інфраструктури України Володимира Омеляна, Україна володіє 38 % СП, хоча протягом 2011—2017 років підприємство не виплачувало дивіденди українській стороні. Станом на 2018 рік компанія знаходилася у стані санації.